# 운정차량사업소
운정차량사업소(雲井車輛事業所)는 경기도 파주시 연다산동에 있는 지티엑스에이운영 관할 수도권 광역급행철도 A노선 차량기지이다.

## 연혁
- 2024년 12월 28일: 개통

## 같이 보기
- 지티엑스에이운영